# Аширбеков, Уббинияз Аширбекович
Аширбеков Уббинияз (каракалп. Áshirbekov Úbbiniyaz; род. 21 апреля 1944, Тахтакупырский район, Каракалпакская АССР, Узбекская ССР, СССР) — каракалпакстанский и узбекистанский государственный и политический деятель, Заместитель министра сельского хозяйства и строительства Республики Узбекистан, хаким Тахтакупырского района, Директор Нукусского филиала Исполнительного комитета Международного фонда спасения Арала, Председатель Жокаргы Кенеса Республики Каракалпакстан с 1992 по 1997 года.

## Биография
Аширбеков Уббинияз Аширбекович родился в 1944 году в Тахтакупырском районе Республики Каракалпакстан. Каракалпак. В 1961 году окончил среднюю школу и поступил в Ташкентский институт инженеров ирригации и механизации сельского хозяйства. С 1964 по 1967 года проходил военную службу. После возвращения из армий в 1969 году продолжил учиться в институте, и окончив его, получил диплом по специальности инженер–гидротехник.

## Трудовая деятельность
Аширбеков Уббинияз начал свою трудовую деятельность в ПМК-23 (передвижная механизированная колонна) на должности старшего инженера производственно-технического отдела (ПТО). В период с 1973 по 1982 года работал начальником ПМК-51 Тахтакупырского района. С 1982-1984 гг. года назначен инструктором отдела строительства и городского хозяйство ЦК КП Узбекистана. С 1984-1986 гг. года занимал пост заместителя Министра сельского строительства УзССР. С 1986-1987 гг. назначен начальником Амударьинского дельтового управления водного хозяйство Республики Каракалпакстан. С 1987-1990 гг. работал начальником бассейнового водохозяйственного объединения «Амударья» Минводхоза СССР и был награжден знаком "Отличник" Министерства мелиорации и водного хозяйства СССР. С 1990-1992 гг. занимал пост хакима Тахтакупырского района. С 1992 года по 1997 года избран Председателем Верховного Совета, позже Председателем Жокаргы Кенеса Республики Каракалпакстан. С 1997 по 2013 года работал директором Нукусского филиала Международного фонда спасения Арала.

## Председатель Жокаргы Кенеса Республики Каракалпакстан
В годы работы Председателем организовал крупные международные симпозиумы, конференции по вопросам Аральского кризиса, а также под его руководством были приняты государственные символы Республики Каракалпакстан (герб, гимн, флаг). В 1993 году был принят Конституция Республики Каракалпакстан.
По инициативе Аширбекова Уббинияза началось строительство Кунградского содового завода.
За безупречную службу и преданность своему делу в 1995 году был награжден «Орденом Дружбы».

## Международный фонд спасения Арала
С 1997 года возглавляющий Нукусский филиал Международного фонда спасения Арала Аширбеков Уббинияз, осуществил широкомасштабные работы, посвященные экологическим проблемам страны. Под его непосредственным руководством был проведен ряд масштабных строительных работ в водном хозяйстве, организованы международные симпозиумы по предотвращению катастрофы Аральского моря, разработаны новые решения по предотвращению катастрофических последствий.